# Wentworth Miller
Wentworth Earl Miller III (Chipping Norton, 2 giugno 1972) è un attore e sceneggiatore statunitense con cittadinanza britannica.
Noto per aver interpretato Michael Scofield nella serie Prison Break e Captain Cold nelle serie Legends of Tomorrow e The Flash.

## Biografia
Wentworth trascorre il primo anno di vita nell'Oxfordshire; il padre afroamericano era ricercatore per suoi studi di giurisprudenza. Alla fine di tale esperienza come ricercatore, la famiglia di Miller si trasferisce a New York. Frequenta la scuola superiore Midwood High School a Brooklyn e la Quaker Valley Senior High School nella cittadina di Leetsdale, in Pennsylvania (nell'area metropolitana della città di Pittsburgh), dove si trasferisce con la famiglia, dopo la nascita delle due sorelle. Dopo essersi diplomato, nel 1994 Wentworth si iscrive a una delle università più prestigiose degli Stati Uniti, l'Università di Princeton, dove nel 1995 si laurea in letteratura inglese. Pochi anni dopo Wentworth si trasferisce a Los Angeles per entrare a far parte del mondo dello spettacolo, all'inizio con l'idea di lavorare come produttore.
Miller successivamente è comparso in famosi telefilm quali E.R. - Medici in prima linea e Buffy l'ammazzavampiri (in quest'ultimo ha esordito nel 1998). Così ha iniziato a fare alcune apparizioni nei film Underworld, Joan of Arcadia e Ghost Whisperer - Presenze prima di accettare il contratto propostogli dalla Fox per la famosissima serie Prison Break. Qui Miller ha dovuto interpretare il ruolo di Michael Scofield, che gli è valso la nomination al Golden Globe for Best Performance by an Actor in a Television Series - Drama. Nel 2004 ha interpretato il ruolo di David nella miniserie Dinotopia. Nel 2005 ha partecipato a due video musicali di Mariah Carey, It's like That e We Belong Together.
Miller appare in TV, dopo la serie di Prison Break, nel primo episodio della stagione 11 della serie televisiva Law & Order - Unità vittime speciali, nel ruolo del poliziotto Nate Kendall. Nel 2010 ha interpretato Chris Redfield in Resident Evil: Afterlife, quarto adattamento cinematografico della famosa serie di videogiochi horror. Esordisce come sceneggiatore scrivendo, con lo pseudonimo Ted Foulke, il film Stoker diretto da Park Chan-wook. Dopo alcuni anni lontano dagli schermi gira il film The Loft; in seguito viene scritturato per interpretare Capitan Cold nella serie televisiva The Flash, ruolo che riprende nello spin-off Legends of Tomorrow, in onda nel 2016. Nel cast ritrova Dominic Purcell nei panni di Heatwave, dopo aver collaborato con lui nella serie Prison Break. Dopo essere apparso nella quinta stagione di Prison Break nel 2017, l'8 novembre 2020 decide di non rientrare nella serie, in quanto non voleva più interpretare personaggi eterosessuali ; rimane comunque nell'ambito televisivo e fa ritorno in due episodi della serie Law & Order - Unità vittime speciali nelle stagioni 21 e 22, questa volta nel ruolo dell'assistente di distretto Isaiah Holmes.

## Vita privata

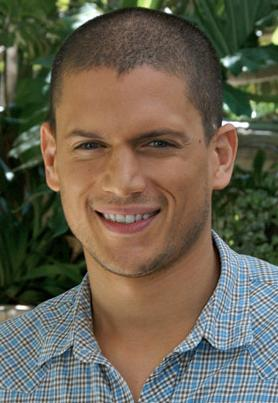
Miller nel 2011

Ha la doppia cittadinanza britannica e statunitense, poiché è nato in Gran Bretagna da due genitori americani. Si è trasferito a Brooklyn quando aveva un anno, e successivamente ha vissuto a Los Angeles fino al 2015. In seguito, si è trasferito per impegni lavorativi a Vancouver, Canada. Ha due sorelle: Leigh e Gillian.
Il 21 agosto 2013 in una lettera di risposta all'invito alla partecipazione del St. Petersburg International Film Festival ha condannato l'atteggiamento del governo russo contro i gay, precisando "sono gay, devo declinare l'invito".
Nel 2016 ha condiviso su Facebook una nota dove ha rivelato e confessato di "avere lottato con la depressione fin da bambino, e che è stata una battaglia che gli è costata un sacco di tempo, opportunità, relazioni, e mille notti insonni", invitando coloro che soffrono di depressione a farsi sentire. Questo suo post/rivelazione fu la reazione a un meme che lo riguardava sul suo aumento di peso nel 2010. Miller ha poi dichiarato che questo aumento di peso era dovuto a una dipendenza da cibo, confessando che al tempo riusciva a trovare conforto nel cibo, data la tendenza suicida che lo attanagliava. Proprio per tale motivo nel mese di ottobre 2016 ottiene il premio "man of the year" in occasione dell'evento "Attitude" per l'impegno preso nel sociale e nella lotta contro la depressione e gira un video rappresentativo per una campagna pubblicitaria contro il silenzio e la vergogna a cui conducono la depressione e i disturbi schizoaffettivi.
Il 18 ottobre 2016 l'associazione ACTIVE MINDS lo nomina ambasciatore della propria organizzazione no profit, per aver saputo parlare dell'importanza che ha la comunicazione, non solo con i giovani affetti da depressione e tendenze suicide, ma anche con tutti coloro che sono imprigionati dallo stigma della vergogna, invitandoli a parlare e a trovare le ragioni per distruggere i muri del silenzio.
Il 28 luglio 2021 ha annunciato di essere autistico.

## Filmografia

### Attore

#### Cinema
- Romeo and Juliet, regia di Colin Cox (2000)
- Room 302, regia di Erma Elzy-Jones (2001)
- La macchia umana (The Human Stain), regia di Robert Benton (2003)
- Underworld, regia di Len Wiseman (2003)
- Resident Evil: Afterlife, regia di Paul W. S. Anderson (2010)
- The Loft, regia di Erik Van Looy (2014)

#### Televisione
- Buffy l'ammazzavampiri (Buffy The Vampire Slayer)– serie TV, episodio 2x20 (1998)
- Cenerentola a New York (Time of Your Life) – serie TV, 3 episodi (2000)
- Popular – serie TV, 2 episodi (2000)
- E.R. - Medici in prima linea (ER) – serie TV, episodio 7x01 (2000)
- Dinotopia – miniserie TV, regia di Marco Brambilla (2002)
- Joan of Arcadia – serie TV, 2 episodi (2005)
- Ghost Whisperer - Presenze (Ghost Whisperer) – serie TV, episodio 1x01 (2005)
- Prison Break - serie TV, (2005-2017)
- Prison Break: The Final Break – film TV, regia di Kevin Hooks e Brad Turner (2009)
- Dr. House - Medical Division (House, M.D.) – serie TV, episodio 8x03 (2011)
- The Flash – serie TV, (2014-2023)
- Legends of Tomorrow - serie TV, 18 episodi (2016-2022)
- Madam Secretary - serie TV (episodio 1-2-3-4-5-6-7-8 della stagione 6 - 2019)
- Law & Order - Unità vittime speciali (Law & Order: Special Victims Unit) - serie TV, episodi 11x01-21x06-22x06 (2009-2020)

#### Cortometraggi
- The Confession, regia di Ash (2005)
- 2 Hours to Vegas, regia di Avi Cohen (2015)

#### Videoclip
- It's Like That - Mariah Carey (2005)
- We Belong Together - Mariah Carey (2005)

### Doppiatore
- Stealth - Arma suprema, regia di Rob Cohen (2005)
- I Griffin (Family Guy) – serie animata, episodio 7x13 (2009)
- Prison Break: The Conspiracy – videogioco (2010)
- Young Justice: Invasion - serie animata (2013)
- Batwoman - serie TV, episodio 1x09 (2019)

### Sceneggiatore
- Stoker, regia di Park Chan-wook (2013) - accreditato come Ted Foulke
- The Disappointments Room, regia di D. J. Caruso (2015)

## Doppiatori italiani
Nelle versioni in italiano delle opere in cui ha recitato, Wentworth Miller è stato doppiato da:
- Francesco Bulckaen in La macchia umana, Joan of Arcadia, Prison Break, Prison Break: The Final Break, Dr. House - Medical Division, Law & Order - Unità vittime speciali (ep. 22x06)
- Roberto Certomà in The Flash, Legends of Tomorrow, Batwoman
- Christian Iansante in Law & Order - Unità vittime speciali (ep. 11x01)
- Massimo Bitossi in Law & Order - Unità vittime speciali (ep. 21x06)
- Alessandro Quarta in Ghost Whisperer - Presenze
- Andrea Lavagnino in Resident Evil: Afterlife
- Corrado Conforti in Buffy l'ammazzavampiri
- Riccardo Rossi in Stealth - Arma suprema
- Stefano Crescentini in Dinotopia
- Fabrizio Manfredi in Underworld
- Nanni Baldini in Popular
- Guido Di Naccio in The Loft